# 25 جمادى الأولى
- السبت
- الأحد
- الاثنين
- الثلاثاء
- الأربعاء
- الخميس
- الجمعة

- 302 نوفمبر 2024
- 13 نوفمبر 2024
- 24 نوفمبر 2024
- 35 نوفمبر 2024
- 46 نوفمبر 2024
- 57 نوفمبر 2024
- 68 نوفمبر 2024
- 79 نوفمبر 2024
- 810 نوفمبر 2024
- 911 نوفمبر 2024
- 1012 نوفمبر 2024
- 1113 نوفمبر 2024
- 1214 نوفمبر 2024
- 1315 نوفمبر 2024
- 1416 نوفمبر 2024
- 1517 نوفمبر 2024
- 1618 نوفمبر 2024
- 1719 نوفمبر 2024
- 1820 نوفمبر 2024
- 1921 نوفمبر 2024
- 2022 نوفمبر 2024
- 2123 نوفمبر 2024
- 2224 نوفمبر 2024
- 2325 نوفمبر 2024
- 2426 نوفمبر 2024
- 2527 نوفمبر 2024
- 2628 نوفمبر 2024
- 2729 نوفمبر 2024
- 2830 نوفمبر 2024
- 291 ديسمبر 2024
- 12 ديسمبر 2024
- 23 ديسمبر 2024
- 34 ديسمبر 2024
- 45 ديسمبر 2024
- 56 ديسمبر 2024

25 جُمادى الأولى أو 25 جُمادی‌ الاَوَّل أو يوم 25 \ 5 (اليوم الخامس والعشرون من الشهر الخامس) هو اليوم الثالث والأربعون بعد المائة (143) من أيَّام السنة (أو الرابع والأربعون بعد المائة لو كان شهر ربيع الآخر مُتممًا لليوم الثلاثين أو الخامس والأربعون بعد المائة لو أتم كلاً من صفر وربيع الآخر ثلاثين يوماً) وفق التقويم الهجري القمري (العربي). يبقى بعده 211 أو 212 يومًا لانتهاء السنة.

## أحداث
- 359 هـ - جوهر الصقلي يبدأ في إنشاء الجامع الأزهر.
- 941 هـ - السلطان سليمان القانوني يضم مدينة بغداد إلى الدولة العثمانية بعد أن كانت تحت سيطرة الدولة الصفوية.
- 1083 هـ - عقد اتفاق للصلح عرف بمعاهدة بوزاكس بين الدولة العثمانية وبولونيا، بعد معارك حامية بينهما، وبمقتضى هذه المعاهدة وافق ملك بولونيا على ترك بعض أملاك دولته للعثمانيين ودفع جزية سنوية كبيرة.
- 1314 هـ - اللبناني «سليم سركيس» يصدر مجلة «مرآة الحسناء» في مصر، تحت اسم مستعار هو «مريم مزهر»، وكانت المجلة نسائية نصف شهرية، وقد توقفت بعد عام من صدورها.
- 1365 هـ - إطلاق اسم الأردن رسميا على إمارة شرق الأردن.
- 1391 هـ - صدور الدستور المؤقت لدولة الإمارات العربية المتحدة.
- 1408 هـ - مذكرة فلسطينية من 14 بند تضع شروط لتمهيد الطريق أمام مؤتمر دولي للسلام.
- 1409 هـ - الملك المغربي الحسن الثاني يعقد محادثات مباشرة -لأول مرة- في الرباط مع وفد يمثل جبهة البوليساريو.
- 1411 هـ - بدأ إرسال القناة الفضائية المصرية، وهي أول قناة فضائية عربية.
- 1418 هـ - انتخاب المصري محمد البرادعي رئيسًا للوكالة الدولية للطاقة الذرية.
- 1419 هـ - تأسيس الجماعة السلفية للدعوة والقتال في الجزائر.
- 1430 هـ - تشكيل حكومة فلسطينية جديدة في الضفة الغربية برئاسة سلام فياض، وقد قاطعت كتلة حركة فتح في المجلس التشريعي الفلسطيني الحكومة، بينما قالت حركة حماس بأن الحكومة غير شرعية وأن تشكيلها يعد تخريب متعمد للحوار الوطني الفلسطيني وتهديد لمستقبل الحوار وتؤكد عدم التعامل معها.
- 1436 هـ - المرصد السوري لِحُقوق الإنسان يُعلن أنَّ إجمالي ضحايا الأزمة السوريَّة بلغ 215 ألف قتيلًا مُنذ بداية الأزمة قبل 4 سنوات.
- 1439 هـ - إسرائيل تشن هجومًا على أهداف عسكرية في سوريا والدفاع الجوي السوري يسقط مقاتلة إسرائيلية.
- 1446 هـ - فصائل المعارضة السورية تشن عملية عسكرية واسعة باسم «عملية ردع العدوان»، تحت إدارة العمليات العسكرية بقيادة هيئة تحرير الشام ضد نظام بشار الأسد.

## مواليد
- 1318 هـ - محمود فوزي، نائب رئيس الجمهورية في مصر.
- 1355 هـ - إبراهيم خان، ممثل سوداني من أصل مصري.
- 1359 هـ - آسيا جبار، كاتبة جزائرية.
- 1365 هـ - عبد العزيز المنصور العرفج، مخرج كويتي.
- 1395 هـ - بسمة أحمد، ممثلة مصرية.
- 1400 هـ -
  - هدى إبراهيم، ممثلة أردنية تعيش في الكويت.
  - زاهو، مغنية جزائرية تعيش في كندا.
- 1404 هـ - بيرين سات، ممثلة تركية.
- 1407 هـ - حفصية حرزي، ممثلة فرنسية من أصل جزائري.

## وفيات
- 1038 هـ - عباس الأول الصفوي، خامس شواهين الدولة الصفوية.
- 1360 هـ - أحمد باي بن علي باي، الباي السابع عشر من البايات الحسينيين بتونس.
- 1375 هـ - خليل عزمي العاني، كاتب وشاعر وصحفي وسياسي عراقي.
- 1415 هـ - شلومو غورين، الحاخام العسكري الأول في الجيش الإسرائيلي.
- 1428 هـ - عبد الحي أديب، كاتب مصري.
- 1430 هـ - عدنان الزبن، شاعر ومؤرخ إسلامي فلسطيني أردني.

## وصلات خارجية
- صحيفة اليوم: حدث في مثل هذا اليوم.
- موقع قصة الإسلام: حدث في شهر جُمادى الأولى.